# Мізопростол
Мізопростол (Сайтотек (англ. Cytotec)), — лікарський засіб, що є синтетичним простогландином. Використовується для запобігання та лікування виразки шлунка, стимуляції пологів, виклику аборту та лікування післяпологової кровотечі через погане скорочення матки. Для проведення абортів використовується поодинці та в комбінації з міфепристоном або метотрексатом. Ефективність аборту при застосуванні лише мізопростолу — від 66 % до 90 %. Мізопростол приймається перорально при лікуванні виразок шлунка у людей, які приймають нестероїдні протизапальні препарати. Для стимуляції пологів або виклику аборту він приймається перорально, розчиняється в роті або поміщається у вагіну. Для післяпологової кровотечі він також може використовуватися ректально.
Мізопростол розроблено в 1973. Він входить до Орієнтовного переліку ВООЗ основних лікарських засобів, список найбільш безпечних та ефективних препаратів, необхідних у системі охорони здоров'я. Доступний як дженерик. Оптова ціна в країнах, що розвиваються — від 0,36 до 2 доларів за дозу.

## Побічна дія
До поширених побічних ефектів входять діарея і біль у животі. Мізопростол входить до лікарських препаратів категорії X, що означає, що відомо про негативні наслідки для плоду при використанні під час вагітності. У поодиноких випадках може статися розрив матки. Є аналогом простагландину — конкретно, синтетичним простагландином E1 (PGE1).